# Паунов остров
Пауновият остров (на немски: Pfaueninsel) се намира в река Хафел в югозападен Берлин, Германия.
Устроен е като ландшафтен парк. Има площ от 67 хектара. От 1990 г., заедно с дворците и парковете на Сансуси в Потсдам и двореца Глинике в Берлин, е обект на световното културно наследство в списъка на ЮНЕСКО.
От 28.02.1924 г. насам, островът е обявен за природозащитна зона. На острова се намират освен свободно движещи се пауни (между 35 и 100 на брой), които дават името на острова, така и множество други животни като напр. воден нощник, голям нощник, блатно шаварче, тръстиково шаварче, черен кълвач, зелен кълвач, голям пъстър кълвач, среден пъстър кълвач, малък пъстър кълвач, голям корморан, южен славей, авлига, морски орел, черна каня.
Пауновият остров е тясно свързан с важни събития и личности от пруската история на Бранденбург.
Днес островът се управлява от държавната Фондация „Пруски дворци и градини Берлин-Бранденбург“, която се грижи за опазването на историческото културно наследство във федералните провинции Бранденбург и Берлин.
- Пауновият остров
- Дворецът на острова
- Кавалериен дом
- Портик в памет на кралица Луиза Пруска
- Фонтан от 1824 г.
- Селскостопанска сграда
- Водни биволи на паша
- Кафез за новоизлюпени пауни
- Пауни на свобода
- Пристанът на ферибота
- Домът на стражаря на острова